# Zbigniew Libera
Zbigniew Stanisław Libera (* 7. Juli 1959 in Pabianice bei Łódź, Polen) ist ein polnischer Künstler. Von 1982 bis 1983 war er wegen Verbreitung verbotener Schriften inhaftiert. Er war Mitbegründer der Punkband Sternenhoch.
International bekannt wurde er durch die Kontroverse um den Lego-Bausatz „Konzentrationslager“, den er 1996 gestaltete. Die Firma LEGO übergab Libera die Steine ohne eine genaue Vorstellung seines Projektes und ohne das Wissen, dass er sie in diesem Zusammenhang nutzte. LEGO distanzierte sich von seinem Werk, nachdem bekannt wurde, dass Libera den Vermerk "sponsored by LEGO Systems" auf die Verpackung brachte. Das jüdische Museum in New York City nutzte diese Sets im Jahr 2002 als Teil der Ausstellung Spiegel des Bösen (Mirroring Evil: Nazi Imagery/Recent Art). Kritik bestand darin, dass Libera den Holocaust verharmlose. Im Jahr 2012 kaufte das Warschauer Museum für moderne Kunst das Lego-Konzentrationslager.

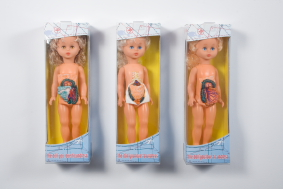
The doll you love to undress, Zachęta, Warschau